# Skindbjerglund
Skindbjerglund er et delvis statsejet skovområde i Rebild Kommune. Det ligger på sydsiden af den markante Lindenborg Ådal, som strækker sig op gennem Rold Skov forbi Rebild Bakker og videre mod nordøst til Lindenborg Gods. Skoven er en del af Natura 2000-område nr. 18 Rold Skov, Lindenborg Ådal og Madum Sø. I store dele af Skindbjerglund er der sat kreaturer på græs, med henblik på at producere kød og skabe et fascinerende landskabsbillede. Staten overtog skoven fra Lindenborg Gods i 1929, og i 2011 købtes yderligere ca. 10 hektar. I 2018 blev 42 hektar af skoven udpeget til ny urørt løvskov, i henhold til Naturpakken 2016.

## Landskabet
De øverste dele af Skindbjerglund står på moræne. Herfra strækker brudte skovpartier sig ned over et særdeles kuperet landskab med erosionskløfter og skråninger, der rækker ned mod Lindenborg Å. Tæt ved skovens højeste punkt på 67 meter over havet findes to gravhøje fra bronzealderen.

## Fredning
En del af skoven, tre hektar urskov, blev fredet i 1955. I fredningskendelsen hedder det, at skoven skal henligge i sin nuværende tilstand uden forstlig behandling, og at skoven ikke må drænes.
Selve fredningen er en lille parcel med spændende naturskov, der får lov at leve et frit liv. Gamle, krogede, mere eller mindre henfaldne ege fra 1700-tallet, danner overskov over et hasselkrat med opvækst af ahorn og almindelig røn. Døde og fugtige stammer giver vilkår til mange arter af mosser, svampe og insekter.